# Golden Axe III
Golden Axe III (ゴールデンアックス III?, Gooruden Akkusu Surī) è un videogioco prodotto dalla SEGA nel 1993 che continua la serie ufficiale. È stato commercializzato solo in Giappone, mentre veniva distribuito per un breve periodo in nord America esclusivamente tramite il Sega Channel.
Il gioco è stato in seguito ridistribuito (così come molti altri titoli per Mega Drive) per PlayStation 2 e PlayStation Portable come parte della Sega Mega Drive Collection. È stato anche ripubblicato per Wii Virtual Console in Giappone nel 2007 e anche nella Sega Mega Drive Ultimate Collection per Xbox 360 e PlayStation 3.

## Trama
La trama di questo capitolo è situata molto più avanti nel tempo rispetto a Golden Axe I e II. Ax Battler e Tyris Flare sono ormai morti di vecchiaia e Gilius, appartenente alla longeva razza dei nani, è l'ultimo eroe delle Guerre dell'Ascia rimasto in vita. Per evitare che altri malvagi possano usurparne il potere, decide di restituire la Scure agli Dei che la crearono. Purtroppo durante una traversata marittima la nave con a bordo Gilius viene travolta da una tempesta, il nano viene scaraventato fuoribordo cercando di mantenere l'ascia tra le sue mani, ma alla fine perde i sensi sentendo una risata diabolica. Gilius viene sbattuto dalle onde su una spiaggia, gravemente ferito ma ancora vivo. Dopo essersi parzialmente ristabilito, scopre che il Principe delle Tenebre Damud Hellbringer si è impadronito della Scure e alla testa di un nutrito esercito sta seminando il terrore nel regno di Splash Hill, catturandone il re e la principessa. Gilius Thunderhead, ancora malconcio e troppo vecchio per combattere, riesce a radunare un assortito quartetto di guerrieri incaricandoli di distruggere l'armata diabolica e riprendere l'ascia.

## Modalità di gioco
Golden Axe III sembra per alcuni versi essere tornato sullo stile del primo titolo: al posto dei maghetti sono tornati i ladruncoli nani, al posto dei libri di magia sono tornate le ampolle di pozione magica ed è stata eliminata la possibilità di scegliere il livello di magia che si vuole utilizzare tra quelli disponibili. Anzi i livelli di magia ora sono 3 per ciascun giocatore, levando le differenziazioni dei precedenti titoli: ora i personaggi variano solo in funzione della forza, della velocità e dell'agilità.
Sono state aggiunte d'altro canto una serie di nuove mosse eseguibili dal giocatore. Ogni personaggio può infatti parare i colpi normali scagliati dai nemici, ha a disposizione mosse offensive e difensive speciali ed è stato migliorato il sistema di prese effettuabili. Alcuni personaggi hanno poi proprietà uniche. Giocando in due si possono poi effettuare attacchi in squadra.
Lungo il percorso ci si imbatte talvolta in dei prigionieri: liberandone almeno 5 si può guadagnare una vita extra.
Un'altra grossa novità è costituita dalla mappa, ora interattiva. Lungo il percorso il giocatore si troverà davanti a dei bivi in cui occorre scegliere la strada che si intende prendere. Tale scelta determinerà il percorso per arrivare all'ultimo livello, poiché condizionerà il livello successivo e la possibilità di scelta ulteriore (non tutti i livelli infatti presentano dei bivi. Alcuni comportano automaticamente l'avanzamento verso un determinato luogo). Questa novità dona al gioco un maggior grado di rigiocabilità, dando la possibilità al giocatore di sperimentare combinazioni diverse o di esplorare luoghi non ancora visitati nelle precedenti partite (nonostante un'eventuale vittoria finale).

## Personaggi
Gli eroi selezionabili in questo capitolo sono 4 e sono tutti delle novità rispetto alla serie, sebbene due di questi siano in pratica la riproposizione di due di quelli giocabili precedentemente.
- Kain Grinder: è un barbaro e assomiglia molto ad Ax Battler a parte i capelli più corti e castani, la cui tribù è stata fatta a pezzi dall'esercito di Damud. È armato di uno spadone a due mani ed è, come il suo predecessore, il personaggio più bilanciato tra quelli selezionabili. Sua è la magia dell'acqua e del ghiaccio.
- Sarah Burn: l'amazzone chiamata a sostituire Tyris Flare le somiglia enormemente, tranne per i capelli castani, il costume munito di piccolo strascico che le arriva agli stivaletti e soprattutto le origini: è una danzatrice, unica superstite della sua compagnia distrutta da Damud. Armata della scimitarra ereditata dal padre è il personaggio più debole, ma nel contempo più veloce e rapido nei movimenti, oltre che molto agile. Come per la protagonista precedente, possiede la magia del fuoco.
- Proud Cragger: un primitivo dalla stazza enorme, Proud è il personaggio più lento ma più forte di quelli selezionabili. È stato imprigionato dagli scagnozzi di Damud e liberato da Gilius. Combatte a mani nude e con delle catene spezzate ai polsi, ed è l'unico a poter effettuare un attacco aereo in grado di atterrare gli avversari. Maneggia la magia della terra.
- Chronos "Evil" Lait: un normale essere umano trasformato dalla magia di Damud in una pantera umanoide dall'agilità e dalla velocità sovraumane. Combatte senza armi, ma sa utilizzare in modo letale gli artigli da pantera che ha all'estremità di mani e piedi. La sua magia è quella dei fenomeni atmosferici (nebbia, nuvole, fulmini).

Altri personaggi sono:
- Gilius Thunderhead: unico ritorno ufficiale dai precedenti titoli. Gilius, ormai troppo anziano per combattere sul campo i nemici e per di più ferito nel naufragio causato da Damud per rubargli l'ascia, si limita a guidare la nuova generazione di eroi come un vecchio saggio. Al posto della pesante scure bipenne, lo si vede ora brandire un bastone per sorreggersi. Indossa comunque il vecchio elmo vichingo adorno di corna bianche.
- Il Re: l'ex monarca del regno, detronizzato da Damud Hellbringer, è stato trasformato da quest'ultimo in un essere metà umano metà aquila, dalla forza e rapidità sovraumana e dotato di grandi ali che gli permettono di spiccare il volo, rendendo ancora più pericolosi i suoi attacchi. Sconfiggendolo nella modalità normale riprenderà le sue sembianze originali. Questo personaggio è selezionabile nella modalità Duello assieme agli altri 4.